# Замилування
Замилування — найвищий ступінь задоволення, насолоди від когось, чогось.

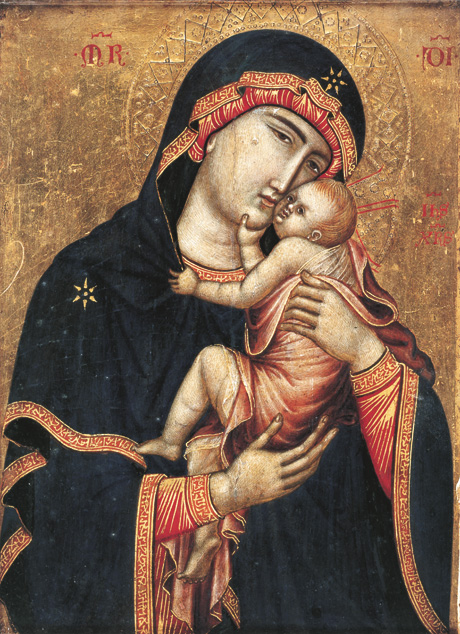
Камбрійська Мадонна, невідомий автор, бл. 1340. Копія елеуси італо-візантійського типу з собору Камбре.

Класичний приклад: Елеу́са або Замилування (від грец. Ελεούσα — милостива, розчулення, ніжність, виявлення милосердя від έλεος — милосердя) — один із основних типів зображення Божої Матері. Для цієї композиції притаманне милування Марії своїм немовлям, що пригорнулось до матері. Цей тип іконографії зображує взаємний вияв любові між Матір`ю та дитиною Ісусом.